# Saturnia macropis
Saturnia macropis är en fjärilsart som beskrevs av Gschwandner. 1919. Saturnia macropis ingår i släktet Saturnia och familjen påfågelsspinnare. Inga underarter finns listade.